# Osiek (gmina w rejencji katowickiej)
Osiek (niem. Amtsbezirk Osiek) – dawna zbiorowa gmina wiejska  (Amtsbezirk), funkcjonująca w latach 1940–1945 pod okupacją niemiecką w Polsce. Siedzibą gminy były Osiek (niem. Osiek).
Gmina Osiek (niem. Osiek) powstała na obszarze ówczesnego powiatu bielskiego (od 10 października 1939 pod nazwą Landkreis Bielitz), w części powiatu która przed wojną należała do powiatu bialskiego w woj. krakowskim. Landkreis Bielitz należał do rejencji katowickiej w wyodrębnionej ze Śląska 18 stycznia 1941 prowincji Górny Śląsk.
Gminę Osiek utworzono 30 listopada 1940 z następujących obszarów, obejmujących 8 gromad:
- z całej zniesionej gminy Osiek – gromad: Osiek (Osiek), Grojetz (Grojec), Lasy (Łazy) i Polanka-Wielka (Polanka Wielka);
- z czterech gromad ze zniesionej gminy Kęty – Bielany (Bielany), Lenki (Łęki), Maletz (Malec) i Witkowitz (Witkowice).

1 czerwca 1943, na mocy decyzji Oberpräsidenta prowincji Górny Śląsk Fritza Brachta z 31 maja 1943, do nowo utworzonego Stadtbezirk Auschwitz (gminy miejskiej) włączono skrawki Grojca i Polanki Wielkiej z gminy Osiek.
Jednostka przetrwała do stycznia 1945 roku. Na początku 1945, gmina składała się z 8 gmin jednostkowych/gromad (Gemeinden). Po wojnie zniesiona.